# Varnensko Ezero
Varnensko Ezero (bulgariska: Варненско Езеро) är en lagun i Bulgarien.   Den ligger i regionen Oblast Varna, i den östra delen av landet, 400 km öster om huvudstaden Sofia. Varnensko Ezero ligger 55 meter över havet.
Omgivningarna runt Varnensko Ezero är en mosaik av jordbruksmark och naturlig växtlighet. Runt Varnensko Ezero är det mycket tätbefolkat, med 1 018 invånare per kvadratkilometer.